# Myiagra rubecula
El monarca plomizo (Myiagra rubecula) es una especie de ave paseriforme de la familia Monarchidae propia de Australia y Nueva Guinea.
Mide alrededor de 15 cm (6 pulgadas) de longitud. El macho es de un color gris plomo con el vientre blanquecino, mientras que la hembra tiene las partes superiores grises y una garganta y el pecho brillante pálido. Se encuentra en el este y norte de Australia, Indonesia y Papúa Nueva Guinea. Su hábitat natural son los bosques tropicales o subtropicales de manglares en la parte norte de su área de distribución, y los bosques de eucaliptos en el sur y el interior.

## Descripción

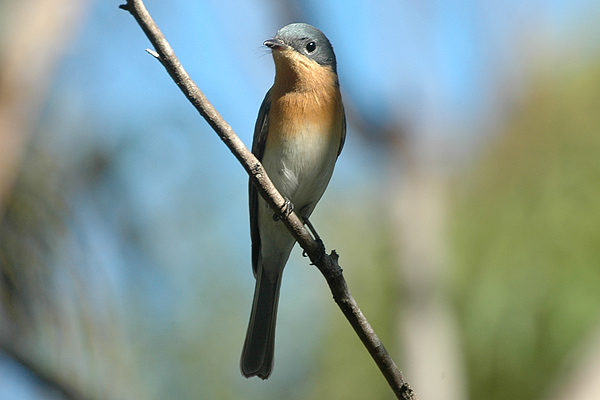
Hembra exhibiendo sus partes inferiores pálidas. Kobble Creek, sudeste de Queensland.

La especie mide 14-5 a 16 cm (6 a 6½ pulgadas) de largo y pesa alrededor de 10 a 15 g. Es de un color plomo grisáceo brillante con un tono marrón en las alas, un pico negro azulado, patas negras y el iris de color marrón oscuro. El macho tiene bridas grises oscuros, y un pecho y vientre blancos, mientras que la hembra tiene una garganta y pecho anaranjada-marrón con un vientre blanco. Los jóvenes se parecen a la hembra adulta, pero con el borde de las alas más pálido.

## Taxonomía
El monarca plomizo fue descrita por primera vez por el ornitólogo inglés John Latham en 1802, a partir de una ilustración de Thomas Watling. Su nombre específico, rubecula, proviene del nombre latino para el petirrojo. Una denominación en los alrededores de Sídney es Frogbird, derivado de su canto gutural. En inglés, otras variantes de su nombre común incluyen el papamoscas azul o plomizo. John Gould, al describirlo, lo nombró papamoscas hermoso (Myiagra concinna) en 1848, que desde entonces se ha subsumido en esta especie.
La especie es  miembro de un grupo de aves denominadas «monarcas». Este grupo se considera ya sea como una subfamilia en Monarchinae, junto a los abanicos, como parte de la familia de los dicrúridos, o como una familia Monarchidae de pleno derecho. No están estrechamente relacionados con cualquiera de sus homónimos, los papamoscas de la familia Muscicapidae; una investigación molecular a principios de la década de 1980 y principios de 1990 reveló que los monarcas pertenecen a un gran grupo de aves, principalmente australasios, conocido como el parvorder Corvida, que comprende muchos paseriformes tropicales y australianos. Más recientemente, la agrupación se ha perfeccionado, tanto que los monarcas se han clasificado en un «gruponuclear corvina» con los cuervos y buitres, alcaudones, aves del paraíso, abanicos, drongos y corcorácidos.

### Subespecies
Cinco subespecies son reconocidas actualmente:
- M. r. rubecula es la subespecie nominal originalmente descrita por Latham en el sudeste de Australia.
- M. r. concinna, nombrada como papamoscas hermoso por John Gould, aparece en el noroeste de Australia.
- M. r. okyri fue descrita por Schodde e Ian J. Mason en 1999. Tiene una inusual forma no migratoria hacia el Cabo York. El epíteto específico es un anagrama de «yorki». El holotipe fue recolectado cerca de Coen en el norte de Queensland.[13]
- M. r. papuana, en Nueva Guinea y las islas del estrecho de Torres, fue nombrado por Rothschild y Hartert en 1918.[14]
- M. r. yorki fue nombrado por Gregory Mathews en 1912.[15]

## Distribución y hábitat
La especie se encuentra en el norte y este de Australia, desde el estrecho de King, atravesado Top End hasta el Cabo York, y luego por la costa este hasta el centro-sur de Victoria. Es raro en Tasmania y altamente migratorio dentro de esta distribución. Sus hábitats preferidos son los bosques esclerófilos, márgenes de bosques tropicales, manglares y matorrales costeros.

## Comportamiento
El monarca plomizo es insectívoro. Un pájaro activo y ágil, que salta entre las ramas y capturas insectos en pleno vuelo.

## Reproducción
La temporada de apareamiento es de septiembre a febrero. El nido es un cuenco profundo hecho de tiras de corteza y yerba seca, entretejido con telarañas y decorados con liquen, generalmente situado en una pequeña rama algo distanciado del tronco de un árbol, a unos 5.10 m por encima del suelo. La hembra pone dos o tres huevos blancos con tonos azulados, grisáceos o lavanda y manchado de gris-marrón oscuro, medición de 17 mm x 14 mm. Tienen una inusual forma ovalada hinchada. La especie se parasitada por el cuco varioloso (Cacomantis variolosus). Ambos sexos incuban los huevos y polluelos, aunque la hembra se compromete un poco más en los deberes y también incuba por la noche. El éxito de la anidación es bajo, ya que solo el 23 % de los nidos logran emplumecer un polluelo.